# لاوجوی (جورجیا)
لاوجوی، جورجیا (به انگلیسی: Lovejoy, Georgia) یک شهر در ایالات متحده آمریکا با جمعیت ۶٬۴۲۲ نفر است که در جورجیا واقع شده‌است.

## موقعیت جغرافیایی
موقعیت جغرافیایی شهرها و مناطق اطراف به شرح زیر است: